# ديميتري محمد
ديميتري محمد (بالفرنسية: Dimitri Mohamed)‏ (11 يونيو 1989 ببولي ليه مينيس في فرنسا - ) هو لاعب كرة قدم فرنسي في مركز الوسط. لعب مع موسكرون بيروفيلز ونادي أميين.

## روابط خارجية
- ديميتري محمد على موقع قاعدة بيانات كرة القدم.إي يو (الإنجليزية)
- ديميتري محمد على موقع Soccerway.com (الإنجليزية)